# Serra do Coqueiro
Serra do Coqueiro é uma formação montanhosa situada no estado brasileiro Rio Grande do Norte, onde está localizado o ponto mais alto do estado. Localiza-se no município de Venha-Ver, na triplice-divisa com o Ceará e a Paraíba. O ponto culminante possui 868 metros de altitude acima do nível do mar.